# Château de Kamerlengo
Le château de Kamerlengo est un château et une forteresse de la ville de Trogir en Croatie. 

## Historique
Il a été construit par la république de Venise.
Il a été construit au milieu du XVe siècle par Marin Radoj comme une extension de la tour de Veriga, édifiée sur le site au XIVe siècle. Il sert aujourd'hui de lieu de manifestations culturelles pendant les mois d'été.
Le mot Kamerlengo vient de l'italien camerlengo qui signifie chambellan, en référence au titre porté par le représentant de l'administration vénitienne locale.

## Source
- (en) Cet article est partiellement ou en totalité issu de l’article de Wikipédia en anglais intitulé « Kamerlengo Castle » (voir la liste des auteurs).